# Alessia Filippi
Alessia Filippi (* 23. Juni 1987 in Rom) ist eine ehemalige italienische Schwimmerin.

## Werdegang
Ihre besonderen Stärken sind die langen Lagen- und Rückenstrecken. Sie lebt und trainiert in Rom. 2005 wurde sie bei den Schwimmweltmeisterschaften Fünfte über die 200-m-Rückendistanz.
Bei den Schwimmeuropameisterschaften 2004 in Madrid musste sich Filippi noch über die 400 m Lagen mit dem siebenten Platz begnügen, ehe sie bei den Schwimmeuropameisterschaften 2006 und 2008 den internationalen Durchbruch schaffte und über diese Distanz jeweils den Titel holte. 2008 in Eindhoven konnte sie sich noch zusätzlich über die 800 m Freistil den Europameistertitel sichern.
Bei den Italienischen Meisterschaften 2008, am 16. Juli 2008 stellte sie einen neuen Europarekord über die 1500 m Freistil auf und verbesserte den von Flavia Rigamonti geschwommenen, ein Jahr alten Rekord um nicht weniger als 2,54 Sekunden. Am 16. August 2008 gewann Filippi bei den Olympischen Spielen in Peking die Silbermedaille über 800 m Freistil.
Bei den Schwimmweltmeisterschaften 2009 in Rom gewann sie dann vor heimischem Publikum ihren ersten WM-Titel über 1500 Meter Freistil, über die 800 m Freistil wurde sie Dritte.

## Rekorde
| Weltrekorde (1)           | Weltrekorde (1) | Weltrekorde (1)   | Weltrekorde (1) |
| ------------------------- | --------------- | ----------------- | --------------- |
| 800 m Freistil (Kurzbahn) | 08:04,53 min    | 12. Dezember 2008 | Rijeka          |
| Europarekorde (1)         |                 |                   |                 |
| 1500 m Freistil           | 15:44,93 min    | 28. Juli 2009     | Rom             |
| (Stand: 7. August 2010)   |                 |                   |                 |